# Digoksygenina
Digoksygenina – organiczny związek chemiczny z grupy steroidów. Stosowana jest jako nieradioaktywny marker w badaniach kwasów nukleinowych. Digoksygenina jest haptenem, otrzymywanym z lanatozydu C i digoksyny (w których jest aglikonem), występujących w warunkach naturalnych w naparstnicy.

## Zastosowanie
Pochodne digoksygeniny zostały wykorzystane do znakowania DNA, RNA i oligonukleotydów. DIG doskonale nadaje się do tego celu, gdyż nie występuje naturalnie w komórkach zwierzęcych, w przeciwieństwie do biotyny, która była stosowana w pierwszej nieradioaktywnej metodzie detekcji kwasów nukleinowych. Dodatkowymi zaletami digoksygeniny są: łatwość łączenia jej z nukleotydami, dostępność przeciwciał anty-DIG o wysokim powinowactwie oraz fakt, że jej rozmiar i hydrofilność umożliwiają wbudowywanie znakowanych nią nukleotydów do kwasów nukleinowych.

### Etapy badania kwasów nukleinowych
Badanie kwasów nukleinowych przy użyciu DIG obejmuje zasadniczo 3 etapy:
- wyznakowanie sondy kwasu nukleinowego digoksygeniną,
- hybrydyzacja wyznakowanej sondy do kwasów nukleinowych na filtrze lub in situ,
- detekcja za pomocą przeciwciał anty-DIG połączonych bezpośrednio z barwnikiem fluorescencyjnym lub enzymem, który umożliwia reakcję kolorową, fluorescencyjną lub chemiluminescencyjną.

### Nukleotydy sprzężone z digoksygeniną i ich zastosowanie w reakcjach znakowania sond molekularnych
| Nukleotydy | Zastosowanie |
| ---------- | --- |
| DIG-ddUTP  | - znakowanie oligo- i polinukleotydów na końcach, |
| DIG-dUTP   | - znakowanie DNA metodą wydłużania startera, przemieszczania pęknięć, wypełniania i PCR, - tworzenie ogonków na końcach oligo- lub polinukleotydów przy udziale terminalnej transferazy, |
| DIG-UTP    | - znakowanie RNA metodą transkrypcji in vitro. |

### Metody znakowania

#### Znakowanie oligonukleotydów
Istnieją trzy sposoby znakowania oligonukleotydów:
- Znakowanie na 3′-końcu – do 3′-końca oligonukleotydów o długości 14–100 nukleotydów, przy udziale terminalnej transferazy dodawana jest tylko 1 reszta ddUTP wyznakowana digoksygeniną. Sondy te zachowują wysoki stopień specyficzności i mogą być używane do hybrydyzacji w tych samych warunkach (temperatura i stężenie soli), co oligonukleotydy nie znakowane.
- Znakowanie przez dodanie ogonka na 3′-końcu – do 3′-końca oligonukleotydu dodawany jest ogonek o długości 10–100 znakowanych DIG nukleotydów. Reakcja zachodzi przy udziale terminalnej transferazy w mieszaninie nie znakowanych nukleotydów i digoksygenino-11-dUTP. Powstaje ogonek zawierający wiele reszt digoksygeniny. Takie sondy są 10 razy bardziej czułe, niż znakowane na 3′-końcu, mogą jednak dawać niespecyficzne tło, np. jeżeli nie znakowanym nukleotydem użytym do reakcji jest dATP. Sondy znakowane w ten sposób są odpowiednie do doświadczeń wymagających optymalnej czułości, takich jak hybrydyzacje typu Southern i Northern. Metody 1. i 2. umożliwiają nieradioaktywne znakowanie konwencjonalnie zsyntetyzowanych oligonukleotydów.
- Znakowanie oligonukleotydów na 5′-końcu – wykonywane jest przy użyciu estrów NHS-digoksygeniny. Oligonukleotydy są znakowane przez dodanie DIG na 5′-końcu w dwuetapowym procesie. Pierwszym etapem jest synteza oligonukleotydu z resztą aminową na 5′-końcu. Po oczyszczeniu syntetycznego nukleotydu następuje drugi etap – tworzenie wiązań kowalencyjnych między estrem NHS-digoksygeniny i 5′-końcową resztą aminową oligonukleotydu. Sondy są specyficzne – mają czułość porównywalną z sondami znakowanymi na 3′-końcu i są odpowiednie do przeszukiwania bibliotek genomowych i dot blot. Inną istotną cechą tak znakowanych sond jest wolny 3′-koniec, który może stać się starterem w reakcji syntezy DNA metodą PCR. Ilość wyznakowanych sond jest 1000 razy większa, niż przy znakowaniu na 3′-końcu. Mogą być one wykrywane i oczyszczane metodą chromatografii powinowactwa z użyciem przeciwciał anty-digoksygeninowych[4].

#### Znakowanie kwasów nukleinowych
- Przemieszczanie pęknięć – sondy DNA mogą być znakowane DIG metodą przemieszczania pęknięć. Metoda ta jest szczególnie korzystna w przypadku badań in situ, ponieważ wielkość powstałych sond może być określana przez zmianę mieszaniny używanych enzymów. Uzyskiwane tą metodą małe ilości zsyntetyzowanego produktu są wystarczające w doświadczeniach in situ.
- Wydłużanie starterów (primer extension) – metoda polega na syntezie nici DNA komplementarnej do matrycy zaczynając od wolnej grupy 3-OH startera i jest polecana do enzymatycznej syntezy plazmidów i fragmentów DNA znakowanych DIG. W przypadku znakowania DNA digoksygeniną, stężenie nukleotydów nie jest czynnikiem ograniczającym, dlatego mikrogramowa ilość znakowanego DNA może powstać z kilku nanogramów matrycowego DNA. Metoda ta ma przewagę nad innymi metodami, ponieważ:
  - jest bardzo skuteczna, działa z różnymi typami DNA niezależnie od wielkości cząsteczki i nie wymaga DNA o wysokim stopniu oczyszczenia,
  - wystarcza mała ilość matrycowego DNA (10 ng),
  - w metodzie tej starterowy DNA działa tylko jako matryca, a reakcja znakowania jest reakcją syntezy de novo.
- Znakowanie w trakcie reakcji PCR – DIG-dUTP może być także wbudowywany podczas amplifikacji DNA w trakcie reakcji łańcuchowej polimerazy (PCR). Zwykle do syntezy czułych sond hybrydyzacyjnych wymagana jest duża ilość związków znakujących. Natomiast sondy uzyskiwane metodą PCR mogą być syntetyzowane z minimalnej ilości matrycowego DNA i zawierać tylko oczekiwane sekwencje bez sekwencji wektorowych. Zależnie od matrycy wydajność PCR może być obniżona wskutek wysokiego stężenia DIG-dUTP, niemniej jednak jest ona wystarczająca dla różnych typów hybrydyzacji. Produkty PCR mogą być rozdzielane na żelu, przenoszone na filtry i wykrywane przeciwciałami anty-DIG[5].
- Znakowanie RNA – sondy RNA znakowane DIG są syntetyzowane z wektorów plazmidowych lub fagowych, zawierających odpowiednie promotory polimerazy RNA bakteriofaga SP6, T3 lub T7. Jest to najbardziej wydajna metoda enzymatycznego znakowania. Reakcja transkrypcji in vitro z użyciem jednej z tych polimeraz RNA i mieszaniny trifosforanów rybonukleozydów oraz DIG-UTP doprowadza do powstania bardzo dużej ilości (10–20 mg z 1 mg plazmidowego DNA) RNA wyznakowanego DIG, podczas gdy znakowanie PCR lub metodą wydłużania startera daje 1–3 mg znakowanego DIG DNA w reakcji standardowej. Sondy RNA znakowane DIG wykazują znacznie większą czułość w metodzie Northern w porównaniu z sondami DNA. Ponadto sondy RNA dają lepszy sygnał w hybrydyzacji in situ z mRNA.
- Znakowanie wewnętrzne do sekwencjonowania DNA – w znakowaniu tym stosuje się DIG-dATP. Metoda ta wykorzystuje fakt, że nukleotydy purynowe są rzadziej włączane przez niektóre polimerazy DNA niż pirymidynowe. I tak, w pierwszym etapie elongacji z użyciem polimerazy DNA T7 i określonych stężeń dNTP wbudowywana jest tylko jedna reszta DIG-dATP, co prowadzi do powstania produktów o identycznej masie cząsteczkowej i jest wstępnym warunkiem powstania drabinki sekwencyjnej.
- Ilościowość reakcji znakowania – bezpośredni pomiar ilościowy reakcji znakowania i powstałego produktu nie jest możliwy. Ocenę ilościową można przeprowadzić przez porównanie z wyznakowanym DNA standardowym. Dostępne są ilościowe prążki DNA, które umożliwiają szybsze określenie względnej ilości powstałych kwasów nukleinowych znakowanych DIG. Ponadto dokonać można porównania stopnia wyznakowania oligonukleotydów stosując elektroforezę na żelu poliakrylamidowym i barwienie bromkiem etydyny: wyznakowany oligonukleotyd migruje wolniej, niż nieznakowany i jest wyraźnie widoczny.
- Oczyszczanie i stabilność sond – sondy po wyznakowaniu DIG zasadniczo nie wymagają oczyszczania i mogą być bezpośrednio dodawane do reakcji hybrydyzacji oraz są stabilne nawet przez kilka lat przy odpowiednim przechowywaniu. Wyznakowane oligonukleotydy można oczyszczać na kolumienkach chromatograficznych typu Bio-Spin. Możliwość syntezy dużej ilości znakowanych DIG kwasów nukleinowych w pojedynczej reakcji podwyższa powtarzalność i porównywalność wyników, ponieważ można stosować dokładnie te same sondy DNA w tym samym stężeniu, w wielu eksperymentach. Sondy radioaktywne, które muszą być przygotowywane co pewien czas od nowa, różnią się zarówno stopniem oczyszczenia, jak i gęstością znakowania[6].